# العلاقات التنزانية الكوبية
العلاقات التنزانية الكوبية هي العلاقات الثنائية التي تجمع بين تنزانيا وكوبا.

## مقارنة بين البلدين
هذه مقارنة عامة ومرجعية للدولتين:
| وجه المقارنة                                              | تنزانيا                        | كوبا                              |
| --------------------------------------------------------- | ------------------------------ | --------------------------------- |
| المساحة (كم2)                                             | 947.30 ألف                     | 109.88 ألف                        |
| عدد السكان (نسمة)                                         | 57.31 مليون                    | 11.48 مليون                       |
| الكثافة السكانية (ن./كم²)                                 | 60.5                           | 104.48                            |
| العاصمة                                                   | دودوما                         | هافانا                            |
| اللغة الرسمية                                             | اللغة السواحلية، لغة إنجليزية  | اللغة الإسبانية                   |
| العملة                                                    | شيلينغ تانزاني                 | بيزو كوبي، بيزو كوبي قابل للتحويل |
| الناتج المحلي الإجمالي (بليون دولار)                      | 52.09 مليار                    | 87.13 مليار                       |
| الناتج المحلي الإجمالي (تعادل القوة الشرائية) بليون دولار | 138.73 مليار                   |                                   |
| الناتج المحلي الإجمالي الاسمي للفرد دولار أمريكي          | 878                            |                                   |
| الناتج المحلي الإجمالي للفرد دولار أمريكي                 | 2.54 ألف                       |                                   |
| مؤشر التنمية البشرية                                      | 0.521                          | 0.769                             |
| رمز المكالمات الدولي                                      | +255                           | +53                               |
| رمز الإنترنت                                              | .tz                            | .cu                               |
| المنطقة الزمنية                                           | ت ع م+03:00، توقيت شرق أفريقيا | 00                                |

## منظمات دولية مشتركة
يشترك البلدان في عضوية مجموعة من المنظمات الدولية، منها:
| علم المنظمة | اسم المنظمة                                 | تاريخ انضمام تنزانيا | تاريخ انضمام كوبا |
| ----------- | ------------------------------------------- | -------------------- | ----------------- |
|             | يونسكو                                      | 6 مارس 1962          | 29 أغسطس 1947     |
|             | منظمة حظر الأسلحة الكيميائية                | ?                    | ?                 |
|             | منظمة التجارة العالمية                      | 1995                 | ?                 |
|             | الاتحاد البريدي العالمي                     | ?                    | ?                 |
|             | منظمة الشرطة الجنائية الدولية               | ?                    | ?                 |
|             | الأمم المتحدة                               | 14 ديسمبر 1961       | 24 أكتوبر 1945    |
|             | الاتحاد الدولي للاتصالات                    | 31 أكتوبر 1962       | 16 يناير 1918     |
|             | مجموعة دول أفريقيا والكاريبي والمحيط الهادئ | ?                    | ?                 |

## أعلام
هذه قائمة لبعض الشخصيات التي تربطها علاقات بالبلدين:
- سليم احمد سليم (23 يناير 1942 – )

## وصلات خارجية
- موقع وزارة الخارجية التنزانية
- موقع وزارة الخارجية الكوبية